# Dendropsophus nekronastes
Dendropsophus nekronastes é uma espécie de perereca da família Hylidae.
Este anfíbio é endêmico do Brasil, ocorrendo apenas no município de Almadina, na microrregião de Ilhéus-Itabuna, na região sul do estado da Bahia.
Os indivíduos da espécie foram coletados em um corpo de água  nas proximidades do cemitério da cidade, daí se originando o epíteto específico.